# ヨーラン・ヴァーレンベリ

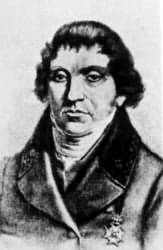
ヨーラン・ヴァーレンベリ

ゲオルク（ヨーラン）・ヴァーレンベリ（Georg (Göran) Wahlenberg、1780年10月1日 – 1851年3月22日）は、スウェーデンの博物学者である。カール・ツンベルク（トゥーンベリ）の後をついで、ウプサラ大学の博物学の教授を務めた。

## 人物
フィーリップスタードのKroppaで生まれた。1792年にウプサラ大学で医学の学位を得た。1806年に大学の職員に任命され、講師を務めた後、1814年にカール・ツンベルクの後をついで、植物学の教授に就任した。ヴァーレンベリはリンネ以来の、包括的な自然科学の教授職についた最後の人物で、自然科学の教授職は専門の分化が進んでいくことになり、植物学の分野にborgströmian教授職が設けられ、エリーアス・フリースが就任することになる。
植物学の分野で、ラップランドの植物や高山植物の分布などの研究を行い、気象と植物の分布関係や分布限界にかんする論文を発表した。スウロバキアのハイタトラス山脈の植物などを科学調査した最初の科学者でもあり、Vyšné Wahlenbergovo湖やNižné Wahlenbergovo湖にヴァーレンベリの名前が残されている.。
1808年にスウェーデン王立科学アカデミーの会員に選ばれた。キキョウ科のヒナギキョウ属（Wahlenbergia）やイグサ科の種、Luzula wahlenbergii Rupr.に献名されている。

## 著書
- Flora Carpatorum principalium exhibens plantas in montibus Carpaticis inter flumina Waagum et Dunajetz, cui praemittitur tractatus de altitudine, vegetatione, temperatura et meteoris horum montium in genere. Göttingen 1814.
- Flora Upsaliensis enumerans plantas circa Upsaliam sponte crescentes. Enchiridion excursionibus studiosorum Upsaliensium accomodatum. Upsaliae, R. Acad. Typographorum, 1820.